# Марш Мільйона Чоловіків

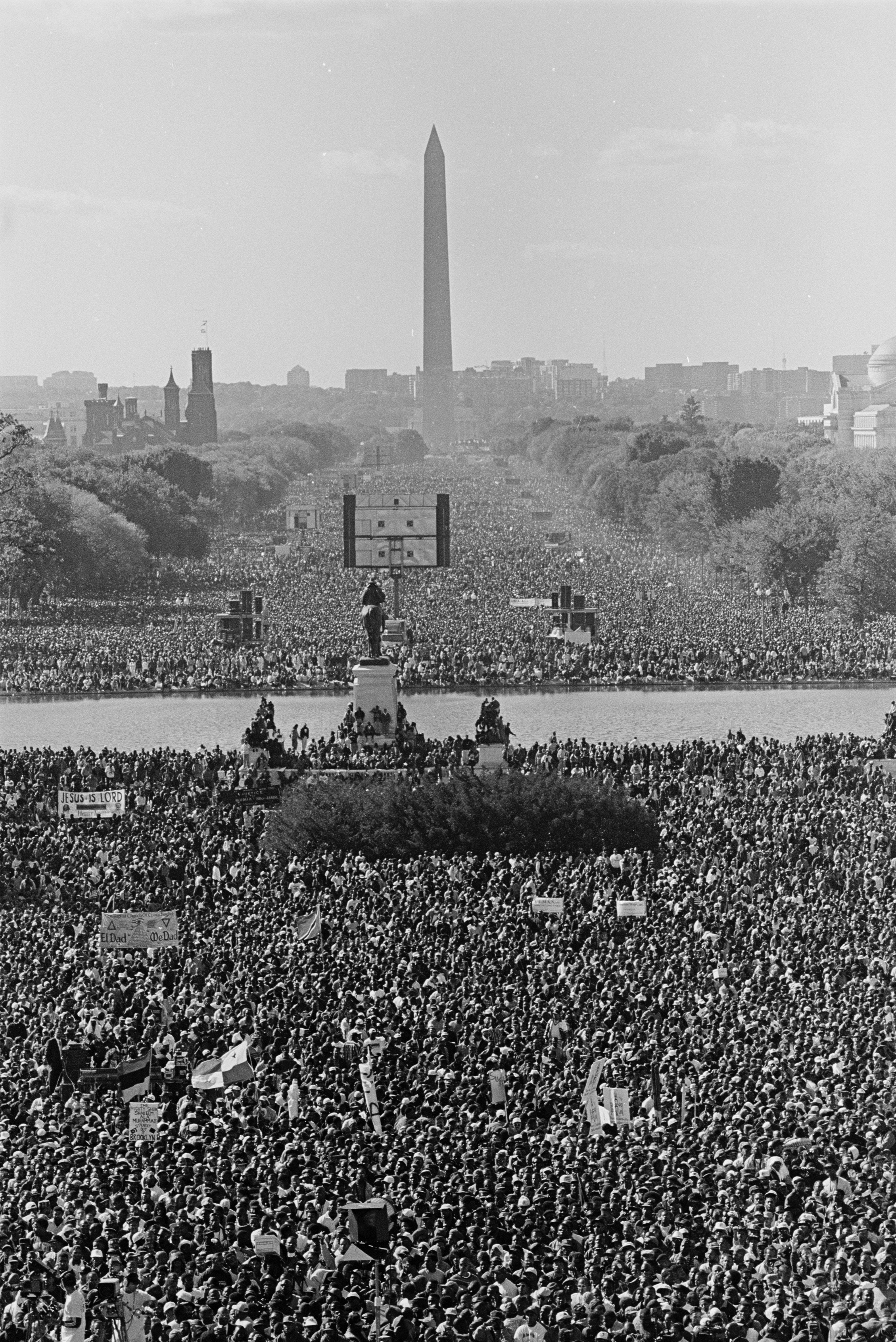
Марш з висоти пташиного польоту

Марш мільйона чоловіків — велике зібрання афроамериканських чоловіків у Вашингтоні, округ Колумбія, 16 жовтня 1995 року. Організований Луїсом Фарраханом, марш проходив у Національній алеї та навколо неї. Національний Афроамериканський Лідерський Саміт, провідна група громадських активістів та Нація Ісламу, працюючи з безліччю громадських організацій, включаючи багато місцевих підрозділів Національної асоціації сприяння розвитку життя кольорових людей (але не національної NAACP), сформували Оргкомітет «Марш мільйона чоловіків». Засновник Національного Афроамериканського Лідерського Саміту, доктор Бенджамін Чавіс-молодший, був керівником Маршу.
Комітет запросив багатьох видатних спікерів виступити перед присутніми. Афроамериканські чоловіки з усіх Сполучених Штатів зібрались у Вашингтоні, щоб «показати світу повністю інше зображення чорношкірого чоловіка» та об'єднатись для самодопомоги та самозахисту проти економічних та соціальних хвороб, що вбивають афроамериканську спільноту.
Марш відбувся в контексті більш широкого масового руху, який мав на меті залучити увагу політиків до питань меншин шляхом широкомасштабних кампаній залучення людей реєстрації виборців. Того ж дня відбувся паралельний захід під назвою День Відсутності, організований жінками спільно з керівництвом Маршу, який мав на меті залучити велике населення темношкірих американців, які не змогли взяти участь в демонстрації у Вашингтоні. У цю дату всіх чорношкірих закликали не йти на заняття в школі, на роботу та не брати участь у будь-яких громадських заходах, натомість пропонувалося відвідування публічних дебатів та богослужінь, зосереджуючись на боротьбі за здорову та самодостатню чорношкіру громаду. Крім того, організатори Дня Відсутності сподівались використати цю нагоду, щоб досягти значного прогресу в процесі реєстрації виборців.
Щодо оцінок чисельності натовпу між організаторами маршу та представниками Служби національних парків виник конфлікт. Служба опублікувала інформацію, за своїми оцінками, про близько 400 000 учасників, значно нижчу кількість, ніж та, на яку сподівалися організатори маршу. Після бурхливого обміну інформацією між керівниками маршу та Службою парку дослідники з Бостонського університету, що фінансуються ABC-TV, підрахували, що кількість натовпу складала близько 837 000 членів, з похибкою в 20 %.
Через два роки після маршу у зв'язку з побоюваннями, що Марш мільйонів чоловіків зосередився лише на чорношкірих чоловіках, виключаючи чорношкірих жінок, відбувся Марш мільйона жінок.

## Економічні та соціальні фактори
Одним з основних мотиваційних факторів маршу було повернення питань афроамериканців до політичного порядку денного країни. Після перемоги Республіканської партії на виборах до Конгресу 1994 р. та подальшого успіху передвиборчої компанії партії й «контракту з Америкою» деякі афроамериканські лідери відчували, що соціальні та економічні проблеми, з якими стикається чорна громада, випали з уваги політичних дебатів. Організатори маршу вважали, що політики підставляють чорношкіру громаду, «згладжуючи найважливіші виміри кризи в міжнародному капіталізмі» і звинувачуючи міських чорношкірих у «внутрішніх економічних негараздах, які загрожували рекордними дефіцитами, масовим безробіттям і неконтрольованою інфляцією».

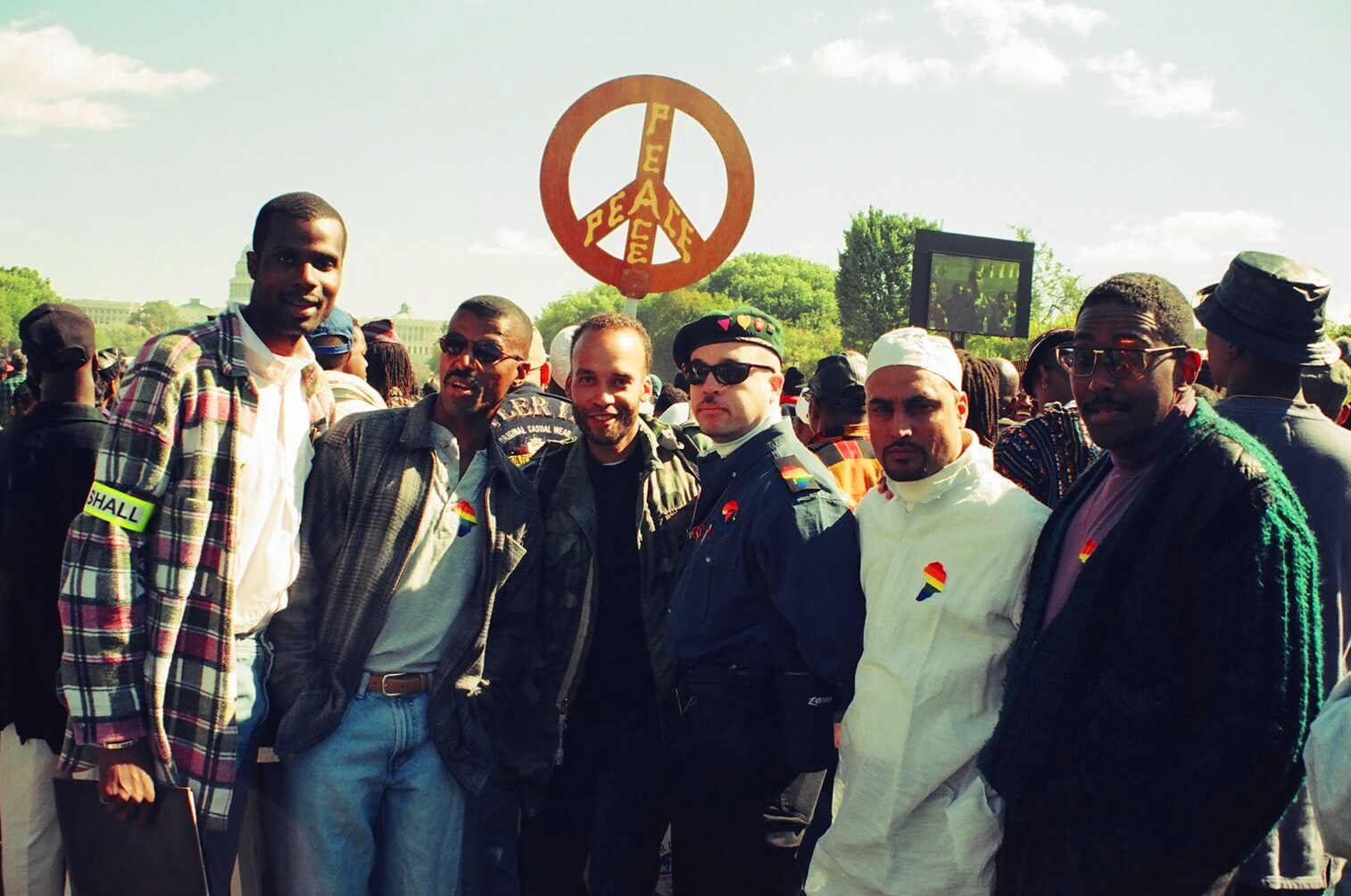
Учасники маршу

На момент маршу населення афроамериканських громад стикалося з рівнем безробіття майже вдвічі більшим, ніж серед білих американців, рівнем бідності понад 40 % та середнім рівнем доходу сім'ї, який становив близько 58 % від медіанного рівня доходу білих домогосподарств. Понад 11 % усіх чорношкірих чоловіків були безробітними, а серед тих, кому було від 16 до 19 років, кількість безробітних сягала до понад 50 %. Крім того, згідно з промовою на марші преподобного Джессі Джексона Палата представників Сполучених Штатів скоротила фінансування деяких програм, які відігравали важливу роль у житті американських міст. «Палата представників скоротила на 1,1 мільярда доларів витрати на найбідніших державні школи країни», та «на 137 мільйонів доларів — на програму „Фора“», фактично віднімаючи 5000 доларів з бюджету кожного класу та позбавляючи 45 000 дошкільнят важливої програми ранньої освіти.
Небезпека в навколишньому середовищі також сприймалася як фактор, що робить нестабільним життя міських чорношкірих. За оцінками, на 100 000 темношкірих чоловік 72 вбивали, що значно перевищувало статистику в 9,3 на 100 000, яку приписували білим чоловікам. Деякі чорношкірі активісти звинувачували агресивних правоохоронну та тюремну систему в тому, що вони залишили «на двісті тисяч більше чорношкірих у в'язницях, ніж у коледжах». Організаторів заходу ще більше були розгнівані відчутним розривом у допологовій допомозі для чорношкірих жінок, що було спричинено, зокрема, закриттям міських лікарень.
Організатори заходу дотримувались думки, що міські чорношкірі народжуються з одразу «трьома ударами проти них»: недостатньою допологовою допомогою, гіршими освітніми можливостями та безробітними батьками. Вони вважали, що замість того, щоб забезпечити маленьких дітей засобами для досягнення успіху, уряд натомість втручався у життя чорношкірих громадян за допомогою правоохоронних та соціальних програм, які мало сприяли покращенню обставин громади.

## Зображення у ЗМІ

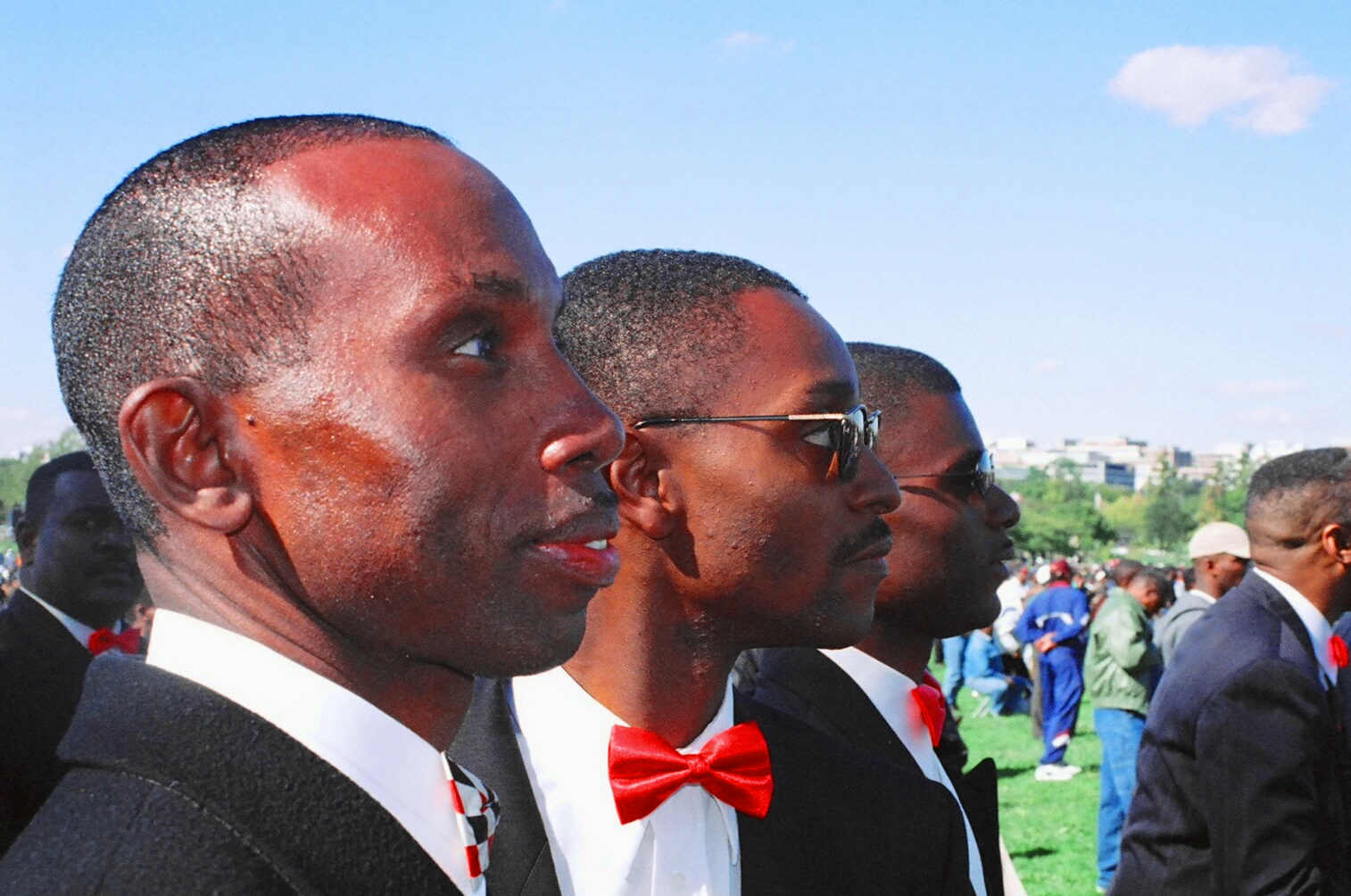
Члени нації ісламу на марші

На додаток до своєї мети виховання духу підтримки та самодостатності в рамках чорношкірого співтовариства, організатори Маршу мільйона чоловіків також прагнули використати захід як рекламну кампанію, спрямовану на боротьбу з тим, що вони вважали негативними расовими стереотипами в американських ЗМІ та популярній культурі. Організатори Маршу були збентежені стереотипами, які, на їх думку, біла Америка витягувала з висвітлення таких діячів, як Віллі Гортон, О.Дж. Сімпсон та Майк Тайсон. Вважаючи, що «чорношкірі люди були визначені культурою козлами відпущення в проблемі злодіянь чоловіків», організатори заходу попросили присутніх чорношкірих публічно показати свою прихильність до відповідальної та конструктивної поведінки, що дало б можливість ЗМІ показати позитивне зображення чорношкірих чоловіків.

## Програма
Хоча на мітингу різні організації, благодійні організації та торговці зробили кіоски та виставки, центральною подією дня була сцена, споруджена із західного боку будівлі Капітолію США. Заходи були розбиті на декілька сесій: Рання Ранкова Слава (6:00 — 7: 30 ранку), Санкофа: Уроки минулого для майбутнього (8:00 — 10: 30 ранку), Ствердження/Відповідальність (11:00 — 14:00), та Спокута та Примирення (14:30 — 16:00).

### І. Ранкова Молитва
- Преподобний Х. Бічер Хікс, штат Вашингтон, і міністр Расул Мухаммед — ведучі
- Шейх Ахмед Тіджані Бен-Омар з Аккри, столиці Гани, та Преподобний Фредерік Хейнс III із Західної баптистської церкви, Даллас, штат Техас, — азан та інвокація[10]

### II. Санкофа: Уроки минулого
- Преподобний Уейн Гаді з баптистської церкви Емануеля, Мальден, штат Массачусетс — Вступна молитва
- Танцюристи та барабанщики з села Канкура, Буркіна-Фасо
- Вітання від африканської діаспори з континенту Африки та Карибського басейну
- Вітання від афроамериканських лідерів, таких як Джордж Август Столлінгс, Оскар Істон (Чорношкірі в уряді), Генрі Ніколз (Профспілка працівників лікарень), доктор Ніам Акбар (Університет штату Флорида), Закері Макданіелс (Національний афроамериканський лідерський саміт)

### III. Ствердження / Відповідальність
- Преподобний Віллі Ф. Вільсон з баптистської церкви Храм Об'єднання, штат Вашингтон, та міністр Ізмаїл Мухаммед з мечеті Маріям, Чикаго, штат Іллінойс — ведучі[10]
- Преподобний Аль Сампсон, Об'єднана методистська церква Фернвуда (Чикаго) — «Декларація про мету»
- Бубакар Джозеф Ндіає, головний куратор, острів Горі (Сенегал) — «Африканська діаспора»
- Конгресмен Дональд М. Пейн, голова Конгресу Чорного Кокусу — «Конгрес»
- Колишній конгресмен Гас Севідж — «Державний діяч»
- Курт Шмоуке, мер Балтимора, штат Меріленд — «Міста»
- Маріон Беррі, мер Вашингтона, округ Колумбія — «Вітання та офіційна заява мера»

#### Ствердження наших братів
- Кора Мастерс Баррі, перша леді, округ Колумбія — ведуча
- Доктор Бетті Шабазз — зауваження
- Мартін Лютер Кінг III — зауваження
- Тиннета Мухаммед — зауваження

#### Матері боротьби— Побачте синів своїх
- Фей Вільямс, адвокат — Вашингтон, округ Колумбія, координатор Million Man March
- Роза Паркс
- Дороті І. Хайт

### IV. Спокута та примирення
- Преподобний Віллі Ф. Вільсон і міністр Ізмаїл Мухаммед — ведучі
- Єпископ Б. Х. Брукінс з 5-го єпископського округу в Лос-Анджелесі, Каліфорнія — молитва про спокуту
- Преподобний Джеймс Бевел — «Богословська основа для спокути»
- Доктор Корнел Вест — Заява про Спокуту
- Преподобний Джозеф Лоуері — Заява про Спокуту
- Преподобний Бенджамін Чавіс-молодший, національний координатор «Маршу мільйона чоловіків — зцілення народу»
- Міністр Луї Фаррахан

## Структура виступів
Організатори заходу робили кроки для того, щоб перевести Марш із суто політичної площини в духовну, сподіваючись надихнути присутніх та почесних гостей вийти з меж простого «озвучення проблем чорношкірих» до стану духовного зцілення. Доповідачі на заході структурували свої промови на три теми: спокута, примирення та відповідальність. День Спокути став другою назвою цієї події, а для деяких він став відображення мотивів руху «Мільйона чоловіків». За словами одного чоловіка, який був присутнім, учасники заходу мали на меті «бути єдиними з собою, Всевишнім і своїм народом».
Окрім найголовнішого заклику до спокути, лідери Маршу також закликали до примирення, тобто стану гармонії між членами афроамериканської громади та їхнім Богом. Доповідачі закликали учасників «вирішувати суперечки, долати конфлікти, відкидати образи й ненависть» та об'єднувати зусилля, щоб створити продуктивну та підтримуючу спільноту чорношкірих, яка виховує в кожній людині здатність «шукати добро, знаходити його, приймати його та будувати на ньому своє життя». Також лідери Маршу закликали учасників та їхні сім'ї вдома «збільшити [нашу] прихильність до відповідальності в особистій поведінці та в зобов'язаннях перед громадою».

### Помітні оратори
- Міністр Луїс Фаррахан — Послання та бачення (доповідач)
- Міністр Расул Мухаммед та міністр Ізмаїл Мухаммед — ведучий[10]
- Преподобний Бенджамін Чавіс — національний керівник «Маршу мільйона чоловіків» — «Заклик до мети»
- Мартін Лютер Кінг III — Ствердження наших братів
- Роза Паркс — «Матері боротьби — побачте синів своїх»
- Майя Енджелоу — «Звернення до наших братів»
- Преподобний Єремія Райт — Молитва про надію
- Доктор Моулана Каренга — Заява про місію «Маршу мільйонів людей / Національного дня відсутності»
- Сенатор Адельберт Брайан — сенатор, Віргінські острови
- Преподобний Джеймс Бевел — «Богословська основа для спокути»
- Преподобний Джессі Л. Джексон-старший — Коаліція Rainbow/PUSH
- Преподобний Аддіс Даніель — «Світло».

### День Відсутності
Поки чоловіки-лідери брали на себе головну відповідальність за планування та участь у заходах у Вашингтоні, жінки-лідерки організовували паралельний захід під назвою Національний День Відсутності. У дусі єдності та спокути лідерки закликали всіх чорношкірих людей, які не були присутні на марші, сприймати 16 жовтня 1995 року як священний день, призначений для саморефлексії та духовного примирення. У День Відсутності всіх чорношкірих американців закликали залишатися вдома, не йти на роботу, у школу та на будь-які розважальних й інші щоденні заходи.
Замість того, щоб брати участь у своїх звичних справах, учасників закликали збиратися в місцях богослужіння та проводити дебати для обдумування ролі та відповідальності чорношкірих в Америці. Крім того, цей день мав стати приводом для масової реєстрації виборців та внеском у створення Фонду Економічного Розвитку Життя Чорношкірих.

## Розмір натовпу

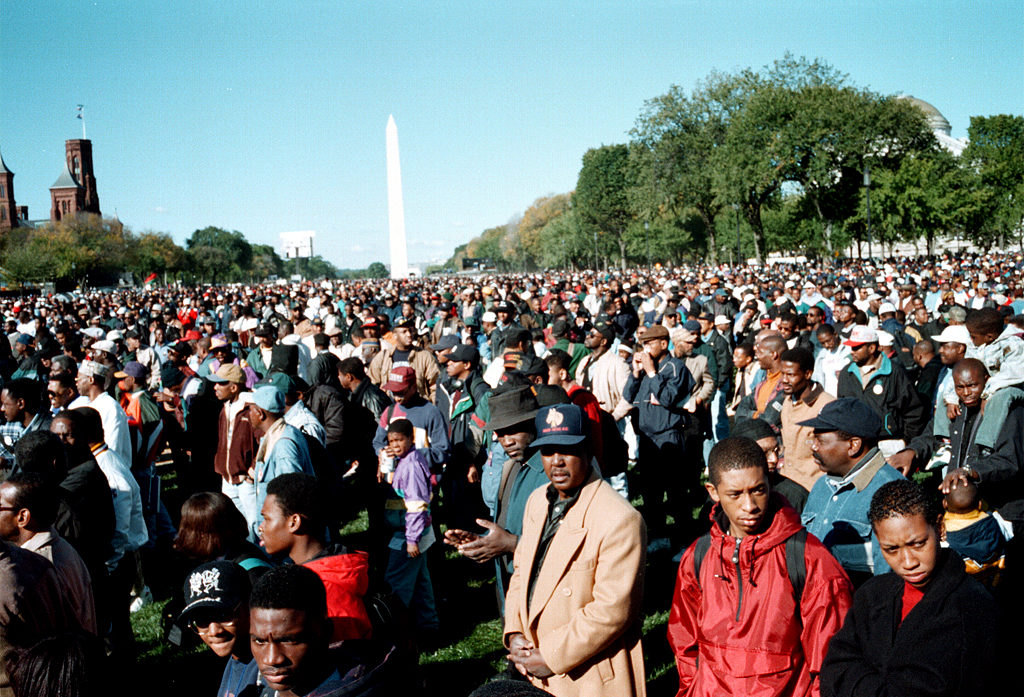
Марш мільйона чоловіків, Вашингтон, округ Колумбія, жовтень 1995

Через назву заходу, кількість учасників була основним показником його успіху, оцінки чисельності натовпу були суперечливими. Організатори маршу оцінили чисельність натовпу від 1,5 до 2 мільйонів людей, але були розгнівані, коли поліція Сполучених Штатів офіційно оцінила чисельність натовпу в 400 000. Фаррахан погрожував подати до суду на службу національних парків США через низьку оцінку від паркової поліції.
Через три дні після маршу Фарук Ель-Баз, директор Центру дистанційного зондування Бостонського університету, оприлюднив суперечливу оцінку 870 000 людей з похибкою 25 %, що означало, що розмір натовпу міг бути 655 000 або приблизно 1,1 млн людей. Пізніше він переглянув цю цифру до 837 000 з похибкою 20 % (від 669 600 до 1 004 400). Паркова служба ніколи не відкидала своїх оцінок.
Після маршу паркова поліція припинила проводити офіційні оцінки чисельності натовпу. Директор Служби національних парків, Роджер Дж. Кеннеді, заявив, що його відомство планує розглянути можливість більше не рахувати чисельність натовпів. Він зазначив, що більшість організацій, які спонсорують великі заходи, скаржаться на те, що оцінки Служби парків занадто низькі. Комітет з питань асигнувань Палати представників Сполучених Штатів заявив у звіті, який супроводжував законопроєкт, від червня 1996 року зазначили, що якщо організатори заходів бажають отримати оцінку кількості натовпу, їм слід найняти приватну фірму для проведення підрахунку.

## Реакція ЗМІ
Луї Фаррахан привернув негативну увагу з боку афроамериканських християн і був порівняний єврейською громадою з Адольфом Гітлером за антиєврейську риторику та погляди. Його прихильники заявляють, що Фаррахан був «проти тих євреїв, які пожертвували своїм глибоким морально-релігійним надбанням заради системи цінностей, заснованих на капіталістичній експлуатації та гніті». Newsweek висловив занепокоєння щодо політичних цілей Фаррахана, а саме реєстрації чорношкірих чоловіків для голосування або незалежні.
Річард Лакайо і Сем Алліс писали, що Фаррахан міг організувати марш, щоб «просто довести, що саме він зміг це здійснити», вони припускали, що «потім він скористається популярністю, яку, як він сподівався, це йому принесе».

### Сексизм
Група чорношкірих феміністок, включаючи Анжелу Девіс, Барбару Ренсбі, Евелін Гаммондс і Кімберле Креншоу, створила альянс під назвою «Афроамериканський порядок денний 2000», щоб протистояти Маршу мільйона чоловіків. Е. Френсіс Уайт згадувала у 2010 році, що марш «налякав багатьох чорношкірих феміністок, тому що ми вважали, що це буде передвісником різкого пожвавлення сексизму з чорних чоловіків».
Створення поділу в русі стало темою великих суперечок, оскільки стверджувалося, що «організатори виключили жінок з маршу, щоб зробити посил з двох частин» про те, що чоловікам потрібно покращити свій характер, а жінкам потрібно визнати своє місце — «вдома».
У книзі Марка Ентоні Ніла «Новий чорношкірий чоловік» автор підкреслює «невеликий відсоток чорношкірих жінок, які відвідали захід того дня». Ніл викладає точку зору Дебри Дікерсон, жінки-письменниці, яка брала участь у марші: «Дікерсон відзначила ауру ввічливості та лицарства, які вона відчула під час маршу». Також він зазначав, що Марш мільйона чоловіків, який не включав у себе чорношкірих жінок, був «закликом до спокути, який казав про її необхідність саме для тих чорношкірих чоловіків, які вчиняють злочини, насильства та є відвертими женоненависниками». Однак чорношкірі жінки стикнулися з негативною реакцією на викриття ними вад маршу, які воно охарактеризували як «гендерний апартеїд і ностальгія за патріархатом».

## 20-а річниця Маршу

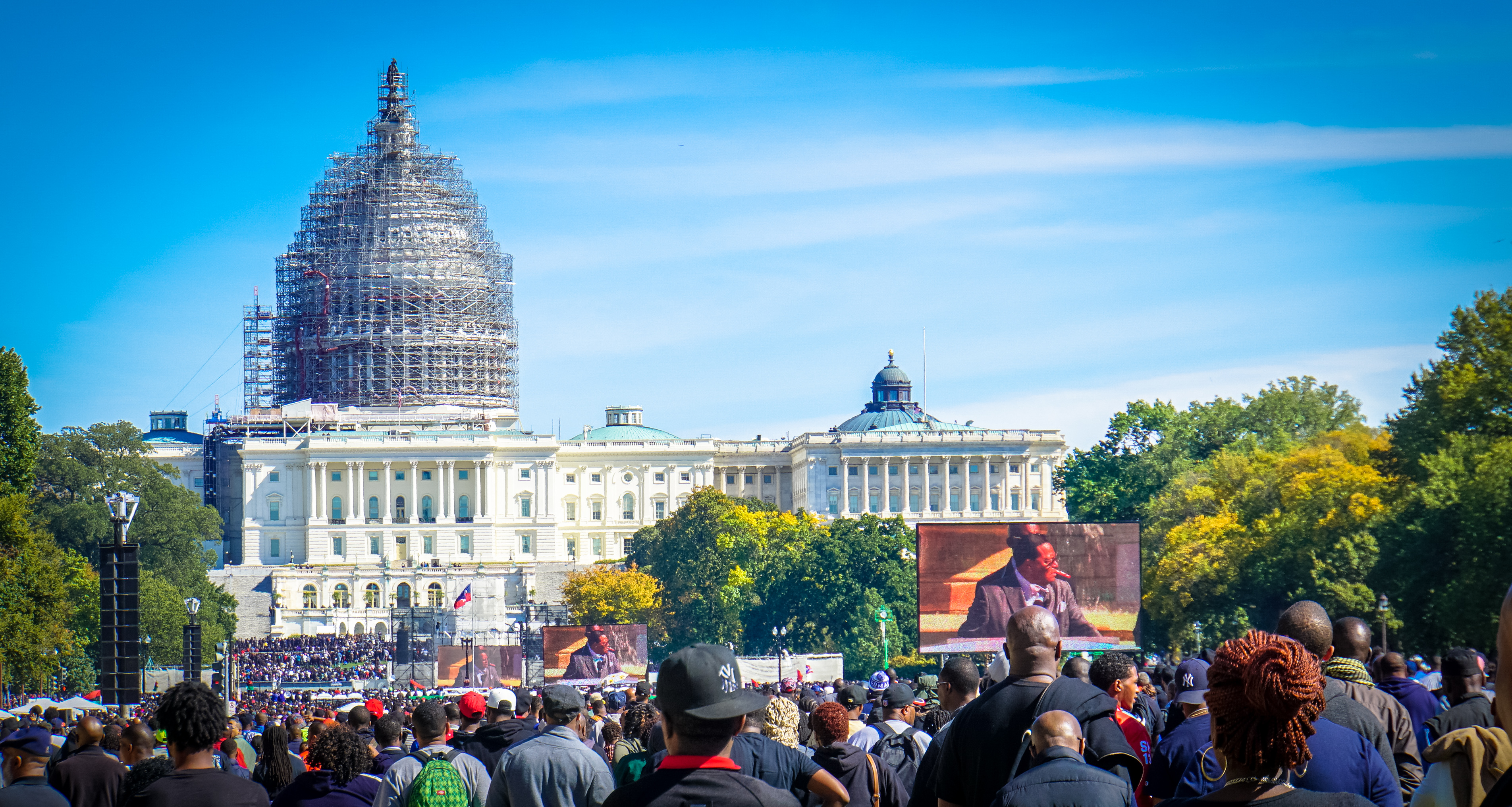
Марш на честь 20-річчя Маршу мільйона чоловіків

Фаррахан організував захід на 20-у річницю Маршу мільйона чоловіків 10 жовтня 2015 року у Вашингтоні, округ Колумбія.
«The New York Times» опублікували думку Чарльза М. Блоу, який вважав, що важко «відокремити марш від його посилу», і розкритикував виступ міністра Фаррахана, назвавши його гомофобським і патріархальним. У коментарі до The Washington Post Дженелл Росс назвала промову Фаррахана «вражаючою», «захоплюючою» та «вершиною» події.

## Культурний вплив
Кінофільм 1996 року режисера Спайк Лі «Сідай в автобус» був випущений рівно через один рік на річницю цієї події.

## Дивитися також
- Халід Абдул Мухаммед
- Марш на Вашингтон
- Марш мільйона сімей
- Марш мільйона жінок

Не пов'язані з афроамериканцями:
- Список найбільших мирних зібрань
- Глобальний марш марихуани, який також називають Мільйонний марихуанний марш
- Марш мільйона матерів
- Марш мільйона мусульман
- Марш мільйона людей
- Мільйонний ляльковий марш
- Марш мільйона робітників